# Ratpenat de Herman
El ratpenat de Herman (Myotis hermani) és una espècie de ratpenat de la família dels vespertiliònids. Viu a Indonèsia, Malàisia i Tailàndia. El seu hàbitat natural són els boscos que contenen rierols. Es desconeix si hi ha cap amenaça significativa per a la supervivència d'aquesta espècie, tot i que probablement està afectada per la pèrdua d'hàbitat.